# The Arrogant Worms
The Arrogant Worms sind eine kanadische Musikgruppe aus Kingston in Ontario.

## Geschichte
The Arrogant Worms wurden 1991 gegründet. Zunächst spielten sie nur für ein universitäres Campusradio in Kingston Sketche und kleinere musikalische Stücke. Während die reinen Sketche nur mäßigen Anklang fanden, wurde die Musik jedoch schnell vom landesweiten Radiosender CBC Radio One entdeckt und in sein Programm übernommen. Seitdem haben die Arrogant Worms mit verschiedenen Gastmusikern 21 Alben veröffentlicht und mehrere Tourneen durch Kanada, aber auch die USA, das Vereinigte Königreich oder Australien und Neuseeland absolviert.

## Stil
Die Texte der Gruppe sind oftmals humoristisch und beinhalten Auseinandersetzung mit kanadischem Patriotismus und Lokalkolorit (in Stücken wie Rocks and Trees, The Mountie Song oder We Are the Beaver), gegenwartskulturellen Klischees und Phänomenen (Let There Be Guns, The Coffee Song oder Carrot Juice Is Murder) sowie diversen anderen Themen. Oft werden hierbei die üblichen Erzählweisen der Texte umgekehrt. Stilistisch primär in den Bereichen Pop und Independent angesiedelt, parodiert die Gruppe allerdings in verschiedenen Stücken diverse musikalische Genres, wie zum Beispiel Country oder keltische Folk-Musik.

## Diskografie

### Alben
- 1992 The Arrogant Worms
- 1994 Russell’s Shorts
- 1995 C’est Cheese
- 1997 Live Bait (Livealbum)
- 1997 Christmas Turkey
- 1999 Dirt!
- 2001 Idiot Road
- 2002 Gift Wrapped (Best-Of-Album)
- 2003 Semi-Conducted (Livealbum zusammen mit dem Edmonton Symphony Orchestra)
- 2004 Toast! (Livealbum)
- 2006 Beige
- 2008 Torpid (Livealbum)
- 2010 Hindsight 20/20 (Best-Of-Album)

### Videos
- 2004 Three Worms and an Orchestra (DVD der Semi-Conducted-Tour und Musikvideos zu den Singles)